# Friss oder stirb Tour

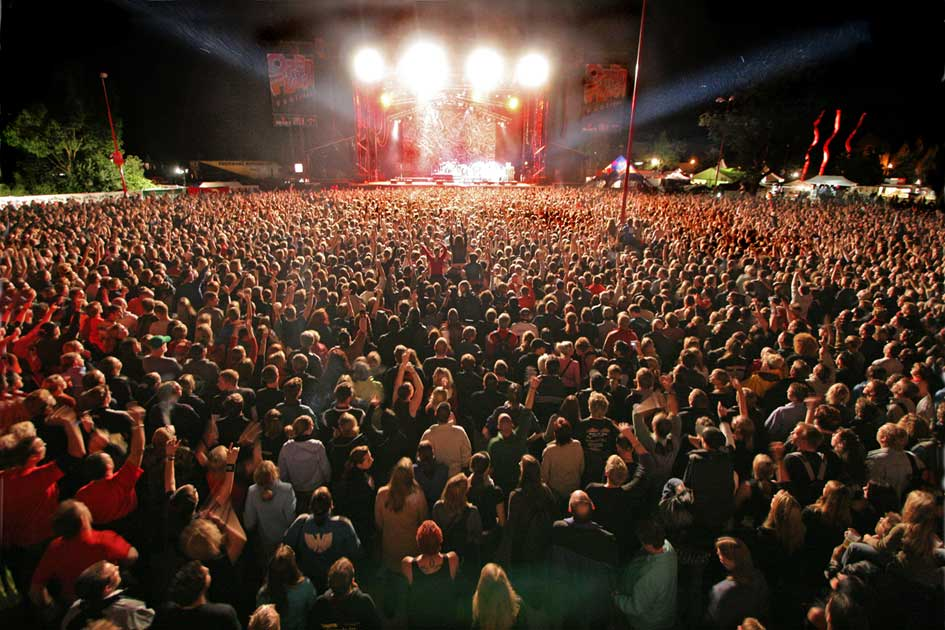
Blick in die Menge, beim Auftritt am 13. August 2005 beim Open Flair in Eschwege.

Die Friss oder stirb Tour war eine Konzertreise der Musikgruppe Die Toten Hosen. Die Tournee war nach dem Lied Friss oder stirb benannt, welches die Band im Frühjahr 2004 als Single veröffentlicht hatte. Die Konzertreise wurde durch das Unternehmen Kikis Kleiner Tourservice organisiert und vom Musiksender MTV Deutschland unterstützt.
Die Tournee begann im Mai 2004 mit Konzerten in Sofia, Belgrad und Zagreb. In den Sommermonaten trat die Band bei Rock im Park in Nürnberg und Rock am Ring auf dem Nürburgring beim Aerodrom-Festival in Wiener Neustadt, beim Open Air Gampel und beim Openair Tufertschwil in Lütisburg auf. Die Konzertreise endete zunächst am 30. Dezember 2004 in der Arena Berlin und setzte fort am 24. April 2005 mit einem kostenfreien Konzert beim internationalen Frühlings-Schneefest in Samnaun in der Schweiz auf der Alp Trida. Die Band gab weitere Konzerte in den großen Hallen in Deutschland, Österreich und der Schweiz. Bei Rock am Ring war die Band 2005 nicht angekündigt, trat jedoch spontan dort auf. Der Veranstalter Marek Lieberberg überreichte ihr deshalb als erster Gruppe in der Geschichte des Festivals den „Rock-am-Ring-Schlüssel“, der sie dazu berechtigt, dort zukünftig jederzeit ohne vorherige Genehmigung aufzutreten. Die Tournee fand am 10. September 2005 ihren Abschluss in der ausverkauften LTU Arena in Düsseldorf.

## Vorbands und Gäste
Supportbands waren in Belgrad Atheist Rap, in Warschau und Rzeszów Farben Lehre und in Danzig die beiden Bands AEFDE und Bilety Do Kontroli (B.D.K). Anfang Dezember 2004 reisten Gluecifer mit der Band und Ende des Monats begleiteten sie The (International) Noise Conspiracy. Am 23. Dezember 2004 in München spielten Such a Surge als Vorgruppe und Gerhard Polt und die Biermösl Blosn traten mit drei Stücken aus dem Kabarett-Programm Abvent als Gäste auf. Weitere Vorbands der Tour 2005 waren die Donots, Molotov, ZSK, Chencha Berrinches, Anti-Flag und 3 Colours Red. Bei Rock am Ring 2004 traten Wolfgang Rohde am Schlagzeug und Andreas von Holsts Sohn Tim an der Gitarre als Gastmusiker auf. Beim Abschlusskonzert in Düsseldorf spielten die Beatsteaks, EL*KE und New Model Army als Vorbands. Arnim Teutoburg-Weiß trug als Gast den Song Should I Stay or Should I Go vor und Freddy Ritchie, Vater des Schlagzeugers der Band sang eine Coverversion von Blitzkrieg Bop von den Ramones.

## Musiker und Ablauf
Die Toten Hosen bestanden zur Zeit der Konzertreise Friss oder Stirb aus dem Frontmann Campino, den Gitarristen Andreas von Holst und Michael Breitkopf, dem Bassisten Andreas Meurer und dem Schlagzeuger Vom Ritchie.
Die ersten Konzerte leitete das Lied The Man With the Harmonica von Ennio Morricone aus dem Film Spiel mir das Lied vom Tod ein, das kurz bevor die Musiker die Bühne betraten, vom Tonband abgespielt wurde. Beginnend mit dem Konzert in Warschau am 25. November 2004 wählte die Band dann das russische Volkslied Kalinka als Intro.
Es folgten die Lieder Auswärtsspiel, Niemals einer Meinung oder Du lebst nur einmal. Die Setlisten enthielten verschiedene Musiktitel von der Single Friss oder stirb, die kurz vor der Tournee erschienen war, oder vom Album Zurück zum Glück, das im Oktober 2004 veröffentlicht wurde.
Bei allen Konzerten waren zudem die Musiktitel Hier kommt Alex, Wünsch Dir was, Pushed Again und Zehn kleine Jägermeister enthalten. Im Zugabenteil spielten sie häufig Eisgekühlter Bommerlunder, All die ganzen Jahre oder Wort zum Sonntag. Gelegentlich spielten sie auch den Titel Opel-Gang vom gleichnamigen Debütalbum.
Die Band spielte während der Tournee verschiedene Coverversionen. Dazu gehörten Song 2 von Blur, Mad World von Tears for Fears, Should I Stay or Should I Go oder The Guns of Brixton von The Clash, Cocane in my Brain von Dillinger, Raise Your Voice von Bad Religion, Hang On Sloopy oder Singing in the Rain aus The Hollywood Revue of 1929 bei Rock im Park.
Die Shows dauerten durchschnittlich zweieinhalb Stunden und die Band spielten mit allen Zugaben bis zu 33 Musikstücke pro Konzert. Sämtliche Auftritte beendete die Band mit einem Gruß an den FC Liverpool und dem Song You’ll Never Walk Alone.

## Stationen
| Datum         | Halle bzw. Stadion                                  | Ort               | Anmerkungen |
| ------------- | --------------------------------------------------- | ----------------- | --- |
| 31. Mai 2004  | O’Shipka Klub                                       | Sofia             | |
| 1. Juni 2004  | Barutana                                            | Belgrad           | |
| 2. Juni 2004  | Močvara Klub                                        | Zagreb            | |
| 4. Juni 2004  | Rock im Park                                        | Nürnberg          | |
| 5. Juni 2004  | Rock am Ring Parkplatzgig                           | Nürburg           | Nicht angekündigtes Konzert auf dem Parkplatz vor dem Nürburgring |
| 6. Juni 2004  | Rock am Ring                                        | Nürburgring       | Auftritt vor mehr als 60.000 Menschen; Gastmusiker waren Wolfgang Rohde am Schlagzeug und Tim von Holst. |
| 10. Juni 2004 | Aerodrome                                           | Wiener Neustadt   | |
| 18. Aug. 2004 | Abart Music Club                                    | Zürich            | |
| 20. Aug. 2004 | Open Air Gampel                                     | Gampel            | |
| 21. Aug. 2004 | Openair Tufertschwil                                | Lütisburg         | |
| 29. Sep. 2004 | Vertretung des Landes Nordrhein-Westfalen beim Bund | Berlin            | Radiokonzert für EinsLive, Eintrittskarten wurden verlost, 350 Zuschauer |
| 13. Nov. 2004 | Wohnzimmerkonzert in Studenten-WG                   | Pirmasens         | Das Wohnzimmerkonzert wurde durch JKP verlost. |
| 25. Nov. 2004 | Klub Stodola                                        | Warschau          | |
| 26. Nov. 2004 | Klub Stocznia                                       | Danzig            | |
| 28. Nov. 2004 | Klub Akademia                                       | Rzeszów           | |
| 5. Dez. 2004  | Oberfrankenhalle                                    | Bayreuth          | Konzert vor circa 6.000 Menschen |
| 6. Dez. 2004  | Bank Austria Halle                                  | Wien              | |
| 9. Dez. 2004  | Messehalle                                          | Erfurt            | |
| 10. Dez. 2004 | Stadthalle 5                                        | Bremen            | |
| 11. Dez. 2004 | Festhalle                                           | Frankfurt am Main | Konzert vor rund 12.000 Menschen. |
| 18. Dez. 2004 | Arena                                               | Leipzig           | Konzert vor rund 12.000 Besucher in der ausverkauften Arena. |
| 20. Dez. 2004 | Messehalle                                          | Friedrichshafen   | |
| 22. Dez. 2004 | Hanns-Martin-Schleyer-Halle                         | Stuttgart         | |
| 23. Dez. 2004 | Olympiahalle                                        | München           | Gastmusiker waren Gerhard Polt und die Biermösl Blosn. Vor dem Konzert vor rund 11.000 Zuschauern wurden die Handabdrücke der Bandmitglieder in den Munich Olympic Walk of Stars auf dem Gelände des Olympiaparks in München aufgenommen. |
| 26. Dez. 2004 | König-Pilsener-Arena                                | Oberhausen        | |
| 27. Dez. 2004 | Color Line Arena                                    | Hamburg           | |
| 30. Dez. 2004 | Arena Berlin                                        | Berlin            | Konzert für rund 7.500 Besuchern in der ausverkauften Arena. Das Konzert wurde vom Radiosender Fritz übertragen. |
| 24. Apr. 2005 | Alp Trida                                           | Samnaun           | Kostenfreies Konzert beim internationalen Frühlings-Schneefest. |
| 4. Mai 2005   | Eishalle                                            | Kapfenberg        | |
| 5. Mai 2005   | Stadthalle                                          | Villach           | |
| 7. Mai 2005   | Arena                                               | Wien              | |
| 8. Mai 2005   | Arena                                               | Wien              | |
| 11. Mai 2005  | Bördelandhalle                                      | Magdeburg         | |
| 12. Mai 2005  | Stadthalle                                          | Rostock           | |
| 12. Mai 2005  | Stadthalle                                          | Bremerhaven       | |
| 15. Mai 2005  | Halle Münsterland                                   | Münster           | |
| 16. Mai 2005  | Seidenstickerhalle                                  | Bielefeld         | |
| 19. Mai 2005  | Hessenhalle                                         | Alsfeld           | |
| 20. Mai 2005  | Hallenstadion                                       | Chur              | |
| 21. Mai 2005  | Sportzentrum                                        | Huttwil           | |
| 23. Mai 2005  | Saarlandhalle                                       | Saarbrücken       | |
| 24. Mai 2005  | Messehalle                                          | Trier             | |
| 27. Mai 2005  | s.Oliver Arena                                      | Würzburg          | |
| 28. Mai 2005  | Dreiländerhalle                                     | Passau            | |
| 29. Mai 2005  | MS August der Starke                                | Dresden           | Konzert auf einem Elbdampfer. Die Eintrittskarten für die circa 200 Besucher wurden vom Radiosender MDR Jump verlost. |
| 3. Juni 2005  | Berliner Waldbühne                                  | Berlin            | |
| 4. Juni 2005  | Ostseehalle                                         | Kiel              | |
| 5. Juni 2005  | Rock am Ring                                        | Nürburgring       | |
| 7. Juni 2005  | Lokhalle                                            | Göttingen         | |
| 8. Juni 2005  | Volkswagenhalle                                     | Braunschweig      | |
| 11. Juni 2005 | Europahalle                                         | Karlsruhe         | |
| 12. Juni 2005 | Arena Nürnberger Versicherung                       | Nürnberg          | |
| 15. Juni 2005 | Weser-Ems-Halle                                     | Oldenburg         | |
| 17. Juni 2005 | Arena                                               | Chemnitz          | |
| 18. Juni 2005 | Westfalenhallen                                     | Dortmund          | |
| 19. Juni 2005 | Westfalenhallen                                     | Dortmund          | |
| 24. Juni 2005 | Greenfield Festival                                 | Interlaken        | |
| 26. Juni 2005 | Hessentag 2005                                      | Weilburg          | |
| 2. Juli 2005  | Live 8                                              | Berlin            | |
| 2. Juli 2005  | Köln Arena                                          | Köln              | |
| 5. Juli 2005  | Rock for People Festival                            | Prag              | |
| 8. Juli 2005  | TUI Arena                                           | Hannover          | |
| 9. Juli 2005  | Emslandstadion                                      | Meppen            | |
| 5. Aug. 2005  | Przystanek Woodstock                                | Küstrin           | |
| 6. Aug. 2005  | Ferropolis                                          | Gräfenhainichen   | |
| 12. Aug. 2005 | Filmnächte am Elbufer                               | Dresden           | |
| 13. Aug. 2005 | Open Flair                                          | Eschwege          | |
| 18. Aug. 2005 | Hodokvas                                            | Pezinok           | |
| 20. Aug. 2005 | Frequency Festival                                  | Salzburg          | |
| 26. Aug. 2005 | Ein Abend am See                                    | Losheim am See    | |
| 27. Aug. 2005 | Rock am See                                         | Konstanz          | Auftritt vor 24.500 Zuschauer zum 20. Jubiläum von Rock am See |
| 10. Sep. 2005 | LTU Arena                                           | Düsseldorf        | Konzert vor circa 50.000 Zuschauern. |

## Crew, Merchandise und Bühnendekoration
Die Tourleitung lag bei Kiki Ressler, der seit 1982 zunächst als Roadie für die Band arbeitete und seit den 1990er Jahren das Unternehmen KKT („Kikis kleiner Tourneeservice“) führt. Die Musiker und die 65-köpfige Crew, für deren Verpflegung die Köche der RGF („Rote Gourmet Fraktion“) verantwortlich waren, reisten in vier Bussen. Verantwortlich für die Sicherheit waren, wie die Jahre zuvor, verschiedene Mitglieder des Black Devils MC unter der Leitung von Manfred Meyer.
Das Design der Tourplakate, der Eintrittskarten und der T-Shirts, die während der Tour veräußert wurden stammt von Dirk Rudolph. Es zeigt Schattenrisse der Bandmitglieder vor grauem Hintergrund versehen mit weißen Farbklecksen und roten Schriftzügen. Die Bühnendekoration, die hauptsächlich aus Vanitassymbolen bestand, entwarfen Johannes und Georg Breitkopf.

## Veröffentlichungen
Einen Abend vor dem offiziell angekündigten Auftritt bei Rock am Ring gab die Band ein Überraschungskonzert auf dem Parkplatz vor dem Nürburgring. Von beiden Konzerten entstanden unter der Regie von Paul Shyvers Musikfilme, die im Oktober 2004 als DVD mit dem Titel Rock am Ring 2004 – Live veröffentlicht wurden.
Ausschnitte der Balkankonzerte zu Beginn der Tour, die Auswertung des Preisausschreibens um das Wohnzimmerkonzert vom 13. November 2004 in Pirmasens sowie ein Teilmitschnitt der Veranstaltung wurden in der Fernsehserie Friss oder stirb von MTV Deutschland ausgestrahlt und im Herbst 2005 als Dreifach-DVD über JKP veröffentlicht.
Das Konzert vom 10. September 2005 in der LTU Arena in Düsseldorf wurde ebenfalls unter der Regie von Paul Shyvers aufgenommen und kam als DVD mit dem Titel Heimspiel! – Live in Düsseldorf Ende des Jahres 2005 auf den Markt.